# ورزشگاه کریستال باکو

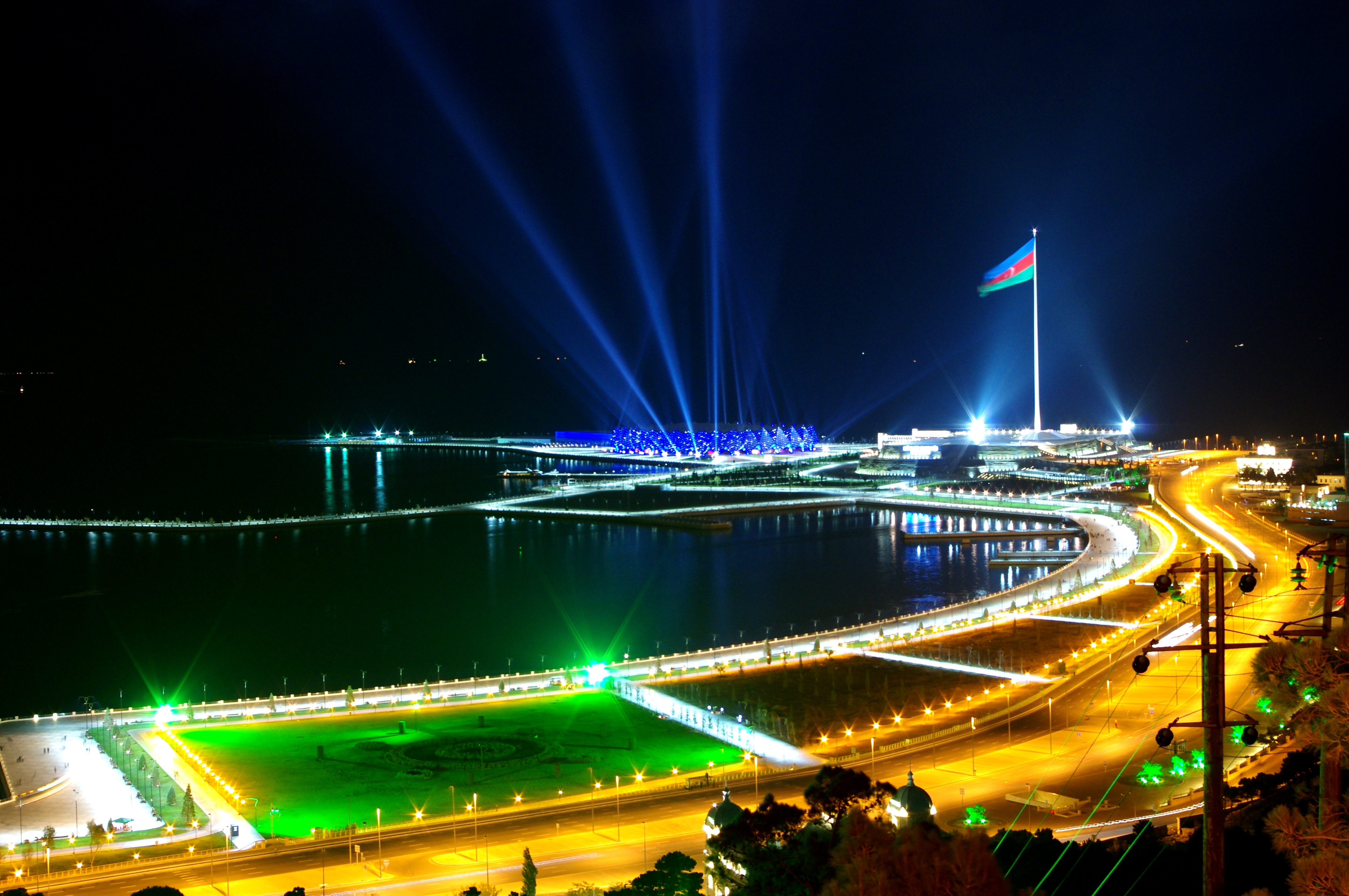
نمایی از ورزشگاه کریستال باکو در سال ۲۰۱۲

ورزشگاه کریستال باکو یک سالن، ورزشگاه چند منظوره سرپوشیده در باکو، آذربایجان هست. در تاریخ ۸ سپتامبر ۲۰۱۱، به گزارش تلویزیون بین‌المللی آذربایجان گفته شد که باکو کریستال هال (ورزشگاه کریستال باکو) محل برگزاری مسابقه آواز یوروویژن در سال ۲۰۱۲ خواهد بود.

## تاریخچه
در ۲ آگوست ۲۰۱۱، توافقی با Alpine Bau Deutschland AG بسته شد، مکان این سالن در اطراف میدان پرچم برای ساخت و ساز انتخاب شد. هزینه کامل قرارداد با پیمانکار معلوم نیست، دولت آذربایجان ۶ میلیون منات آذربایجان (حدود 7.7 میلیون دلار) را برای ساخت و ساز محل برگزاری اختصاص داده‌است. در ۵ سپتامبر ۲۰۱۱، اعلام شد که این محل گنجایش ۲۳٬۰۰۰ نفر را خواهد داشت.